# موش درختی دم‌مدادی شکم‌خاکستری
موش درختی دم‌مدادی شکم‌خاکستری (نام علمی: Chiropodomys muroides) نام یک گونه از تیره موشان است.